# Réserve écologique Louis-Babel
La réserve écologique Louis-Babel comprend la partie nord de l'île René-Levasseur. Située dans la Côte-Nord, elle est de loin la plus grande réserve écologique au Québec. Ce territoire protège des écosystèmes boréaux, montagnards et alpins du moyen nord québécois. Elle protège aussi en partie l'un des cinq sites de cratère d'impact au Québec. Le nom de la réserve honore le père Louis Babel (1826-1912), missionnaire oblat chargé d'évangéliser les Montagnais et les Naskapis. Il est considéré comme étant le premier explorateur scientifique du nord-est québécois.
Elle protège le sommet du mont Babel (952 m), qui est le résultat de l'impact d'une météorite survenu il y a 210 millions d'années. Le site est un lieu de recherche pour les géologues et les biologistes.

## Toponymie
La réserve écologique tient son nom du missionnaire oblat Louis Babel (1826-1912). L'archevêque de Québec, Mgr Pierre-Flavien Turgeon lui demande d'établir une mission chez les Naskapis en 1866. Il répéta sa mission en 1867, 1868 et 1870. Au fait de cette mission, le gouvernement du Canada le mandata pour faire l'exploration officielle du territoire. Il produira les premières cartes de l'intérieur des terres de la Côte-Nord et du Labrador. Il s'installa ensuite à Pessamit jusqu'en 1911. Il est considéré comme le premier explorateur scientifique du nord-est québécois,.

## Géographie

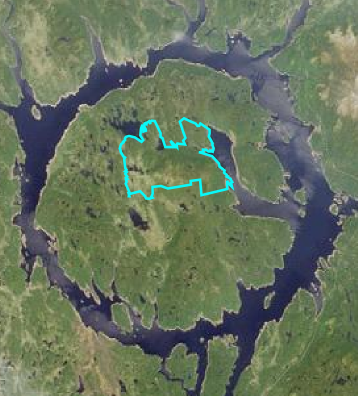
Réserve écologique Louis-Babel vue de l'espace

La réserve écologique Louis-Babel a une superficie de 235,4 km2. Elle est située entièrement dans le territoire non organisé de Rivière-aux-Outardes, qui fait elle-même partie de la municipalité régionale de comté de Manicouagan. Elle est située au centre-nord de l'île René-Levasseur, au cœur du réservoir Manicouagan. Elle est localisée dans la réserve de la biosphère de Manicouagan-Uapishka et elle partage sa limite nord-est avec la réserve de biodiversité de la Météorite.
L'île a un relief bosselé qui varie de 350 m à 952 m. Le centre comprend le mont Babel (952 m) qui a un relief très accidenté. L’origine des roches métamorphiques est due à l'impact d'une météorite qui a créé l'astroblème de Manicouagan il y a environ 210 millions d'années. Le mont Babel et une bande de 6 km de largeur correspondent aux zones de rebondissement du cratère. Les roches sont composées d'anorthosite, de quartz et de feldspath. Le mont Babel comprend un gisement de zéolite. Le tout est généralement recouvert de till épais.

## Milieu naturel
La végétation de la réserve comprend un étagement assez net qui passe de la forêt à la forêt rabougrie, puis au krummholz et à la toundra. Les forêts des plus bas versants sont composées de pessières noires à sapin et mousses, de pessières à éricacées et sphaignes et de pessières à aulne. L'étage subalpin, qui comprend la forêt rabougrie et le krummholz, est composé en majorité d'épinette noire. Finalement, l'étage alpin est colonisé par les lichens et les bleuets.